# Giorgio Bertin
Giorgio Bertin OFM (ur. 28 grudnia 1946 w Galzignano Terme we Włoszech) – włoski biskup, ordynariusz diecezji Dżibuti, administrator apostolski Mogadiszu, franciszkanin.

## Życiorys
Bp Bertin jest franciszkaninem. Do włoskiej Prowincji Św. Karola Boromeusza w Lombardii wstąpił 10 września 1967. Śluby wieczyste złożył w 1972. Święcenia kapłańskie przyjął 7 czerwca 1975. Następnie uzyskał licencjat z teologii duchowości na rzymskim Antonianum. Po studiach islamizmu oraz języka i kultury arabskiej wyjechał na misje. Pracował w somalijskiej diecezji Mogadiszu - w latach 1978-1983 był proboszczem parafii katedralnej, zaś w latach 1984-1989 dyrektorem diecezjalnej placówki Caritasu i wikariuszem generalnym diecezji. W 1989, po zabójstwie biskupa Salvatore Colombo, został tymczasowym administratorem diecezji, zaś rok później został powołany na jej administratora apostolskiego.
Papież Jan Paweł II wyniósł go w 2001 do godności biskupiej, ustanawiając ordynariuszem w afrykańskiej diecezji w Dżibuti.
13 stycznia 2024 papież Franciszek przyjął jego rezygnację z urzędu biskupa Dżibuti i administratora apostolskiego Mogadiszu.